# Імперська армія Німеччини

Прапор кайзера Німеччини

Імперська армія Німеччини (нім. Kaiserliches Heer або Kaiserreichsheer), а також Національна армія (Райхсгер) (нім. Reichsheer), офіційно Німецька армія (нім. Deutsches Heer) — узагальнена назва збройних сил Німецької імперії з 1871 по 1919. Термін «Deutsches Heer» також використовується для позначення сучасної німецької армії, сухопутного компонента німецького Бундесверу. Імперська німецька армія була сформована, коли в 1871 році була створена Німецька імперія і існувала до 1919 року, до поразки Німецької імперії в Першій світовій війні.

## Організація

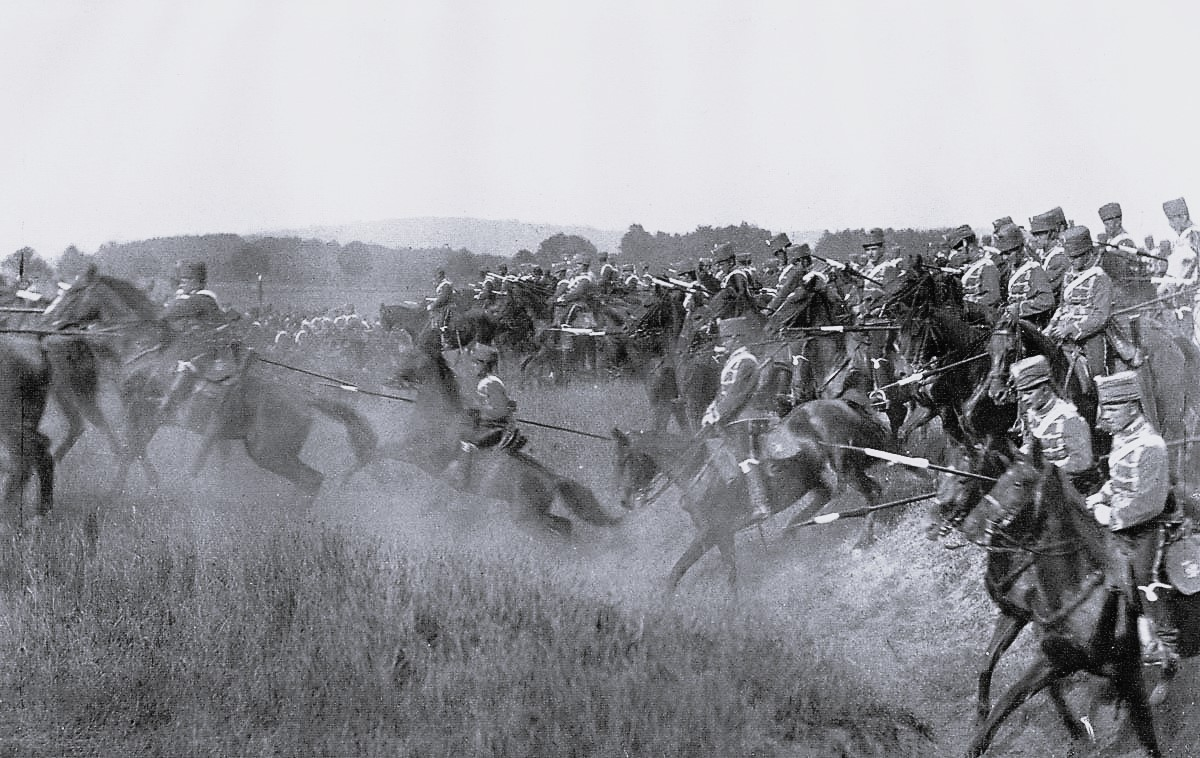
Гусари німецької армії в атаці під час маневрів, 1912

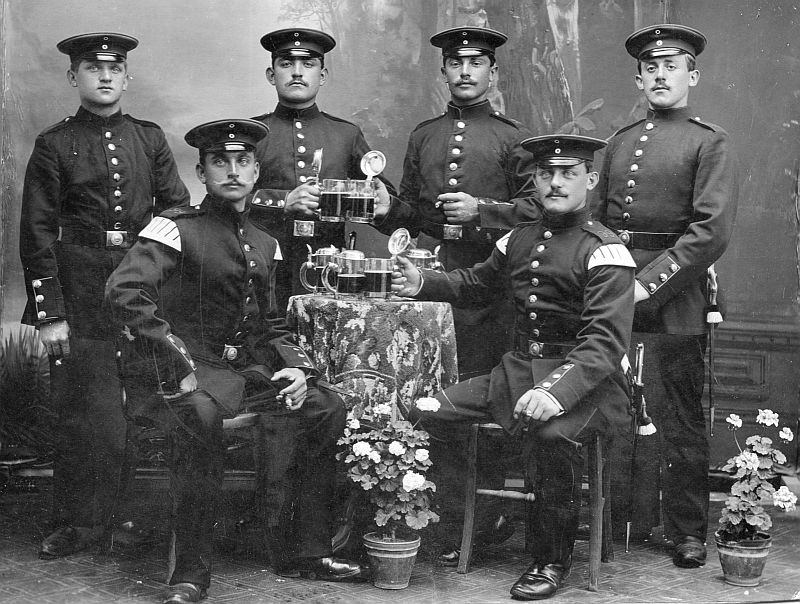
Призовники німецької армії, 1898

До початку Першої світової війни, у мирний час, організаційна структура німецької імперської армії складалася з організаційної структури, яка базувалася навколо Армійського інспекторства (нім. Armee-Inspektion) армійського корпусу (нім. Armeekorps), дивізії (нім. division) і полку. У воєнний час, штат Армійського інспекторства сформував польові армійські командування, які управляли корпусами і підлеглими формуваннями. Протягом Першої світової війни, для командування на вищому рівні, була створена така військова структура, як група армій (нім. Heeresgruppe). Кожна група армій складалася з декількох польових армій.

## Начальники німецького Генерального штабу (1871—1919)
- Гельмут фон Мольтке Старший 7 жовтня 1857 — 10 серпня 1888
- Альфред фон Вальдерзее 10 серпня 1888 — 7 лютого 1891
- Альфред фон Шліффен 7 лютого 1891 — 1 січня 1906
- Гельмут фон Мольтке Молодший 1 січня 1906 — 14 вересня 1914
- Еріх фон Фалькенгайн 14 вересня 1914 — 29 серпня 1916
- Пауль фон Гінденбург 29 серпня 1916 — 3 липня 1919
- Вільгельм Ґренер 3 липня 1919 — 7 липня 1919
- Ганс фон Зеект 7 липня 1919 — 15 липня 1919 року

## Структура
Кайзер мав повний контроль над збройними силами, але використовував дуже складну організаційну структуру. Основною організаційною структурою імперської німецької армії в мирний час були армійські інспекції (Armee-Inspektion), армійський корпус (Armeekorps), підрозділ і полк. Під час воєнного часу співробітники армійських інспекцій формували польові армійські команди, які контролювали корпус і підлеглі підрозділи. Під час Першої світової війни вищий командний рівень — армійська група (Heeresgruppe), було створено. Кожна група армій контролювала кілька польових армій.

### Інспекція армії
Німеччина була розділена на армійські інспекції, кожна з яких контролювала три-чотири корпуси. У 1871 році їх було п'ять, а ще в 1907—1913 було ще три.
- I армійська інспекція: зі штаб-квартирою в Данцигу стала 8-ю армією з мобілізації (2 серпня 1914 р.)
- II армійська інспекція: штаб-квартира в Берліні стала 3-ю мобілізаційною армією (2 серпня 1914 р.)
- III армійська інспекція: штаб-квартира в Ганновері стала 2-ю армією з мобілізації (2 серпня 1914 р.)
- IV армійська інспекція: штаб-квартира в Мюнхені стала 6-ю мобілізаційною армією (2 серпня 1914 р.)
- V армійська інспекція: штаб-квартира в Карлсруе, стала 7-ю армією з мобілізації (2 серпня 1914 р.)
- VI армійська інспекція: штаб-квартира в Штутгарті стала 4-ю мобілізаційною армією (2 серпня 1914 р.)
- VII армійська інспекція: штаб-квартира в Берліні стала 5-ю мобілізаційною армією (2 серпня 1914 р.)
- VIII армійська інспекція: штаб-квартира в Саарбрюкені стала 1-ю армією з мобілізації (2 серпня 1914 р.)

## Explanatory notes
1. ↑  
  - Берлін, Німеччина (2–16 серпня 1914)
  - Кобленц, Німеччина (17–30 серпня 1914)
  - м. Люксембург, Люксембург (30 серпня – 25 вересня 1914)
  - Шарлевіль-Мезьєр, Франція (25 вересня 1914 – 19 вересня 1916)
  - Schloss Pless, Німеччина (20 вересня 1916 – 10 лютого 1917)
  - Бад Кройцнах, Німеччина (17 лютого 1917 – 7 березня 1918)
  - Спа, Бельгія (8 березня – 13 листопада 1918)
  - Schloss Wilhelmshöhe, Німеччина (14 листопада 1918 – 10 лютого 1919)